# Station Martigny-Croix
Station Martigny-Croix is een spoorwegstation in de Zwitserse plaats Martigny. Het station ligt aan de spoorlijn Martigny - Orsières.